# 多賀敏行
多賀 敏行（たが としゆき、1950年9月22日 - ）は、日本の外交官。
外交官経験をいかし、外交論・比較文化論や英語についての著書の執筆も行う。
宮内庁侍従、ラトビア公使、東京都庁知事本局儀典長、ラトビア駐箚特命全権大使などを歴任した。

## 人物

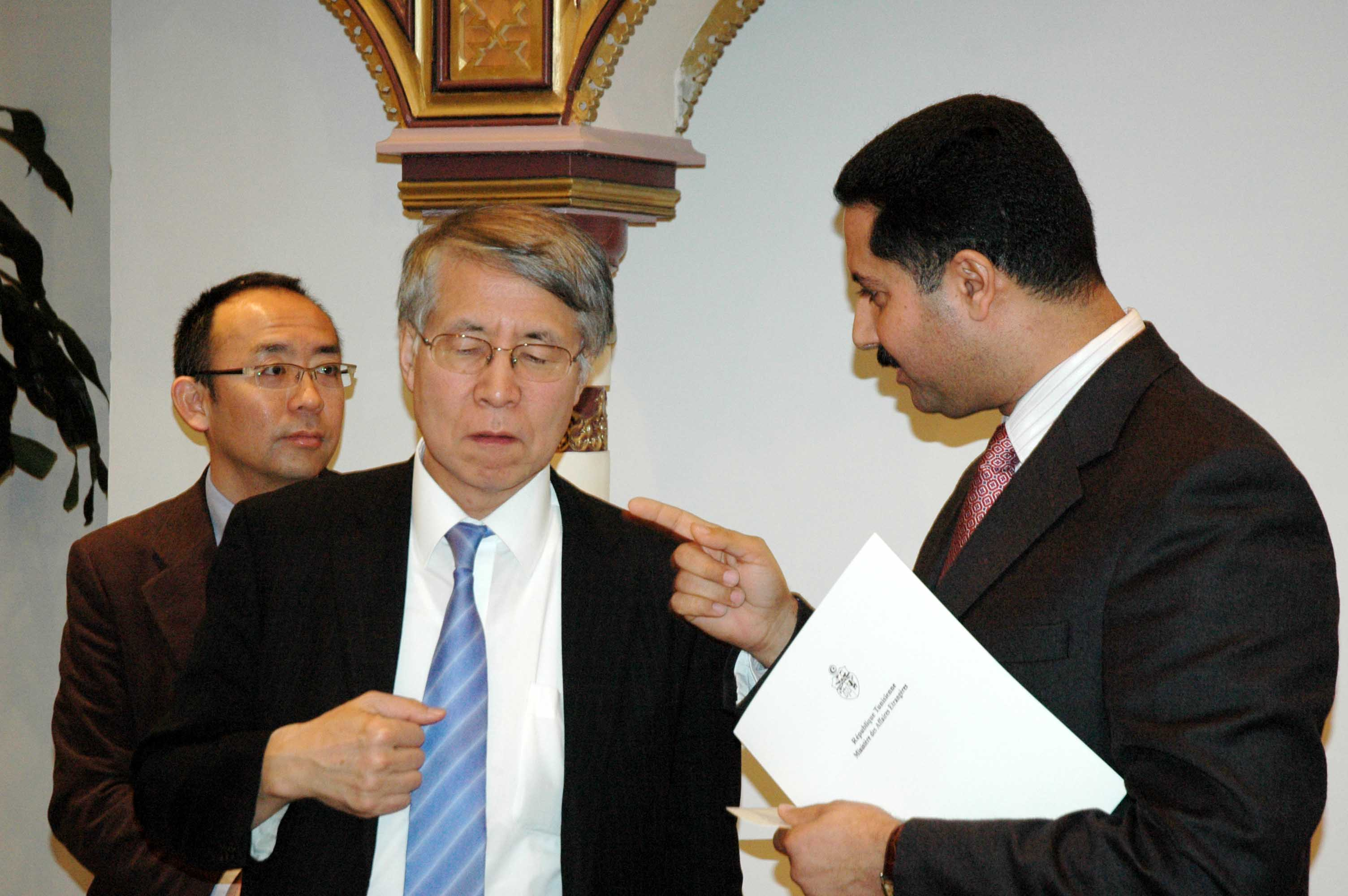
2012年2月9日、チュニジア欧州担当長官トゥアミ・アブドル（右）と

三重県松阪市出身。中学から愛知県名古屋市に出て東海中学校・高等学校に進学。1974年に一橋大学法学部を卒業し、外務省に入省。高校・大学及び外務省入省同期に西ヶ廣渉元宮内庁宮務主管がいる。1977年ケンブリッジ大学大学院修了、LL.M.（法学修士）。国連政府代表部一等書記官等を経て、1993年から1996年まで宮内庁で侍従を務めた。
その後石原慎太郎東京都知事の下で東京都知事本局儀典長を務めたのち、2009年から在チュニジア特命全権大使。2011年のチュニジアジャスミン革命後は、暫定内閣のモハメッド・ガンヌーシ首相と会談し、チュニジア支援国会合への日本政府の参加要請を受けた。退官後は大阪学院大学教授や中京大学客員教授、外務省研修所講師、関西日本ラトビア協会顧問、大阪三重県人会顧問等を務める。
外交官としての仕事のかたわら、仕事での経験をいかした比較文化論や英語についての著作を執筆。英語教育については、日本における英文法教育を高く評価している。娘に元宝塚歌劇団星組男役の十輝いりすがいる。
2025年、瑞宝中綬章受章。

## 略歴
- 1950年 三重県松阪市出身
- 1963年 三重大学附属小学校卒業
- 1966年 東海中学校卒業
- 1969年 東海高等学校卒業
- 1974年 一橋大学法学部卒業、外務省入省

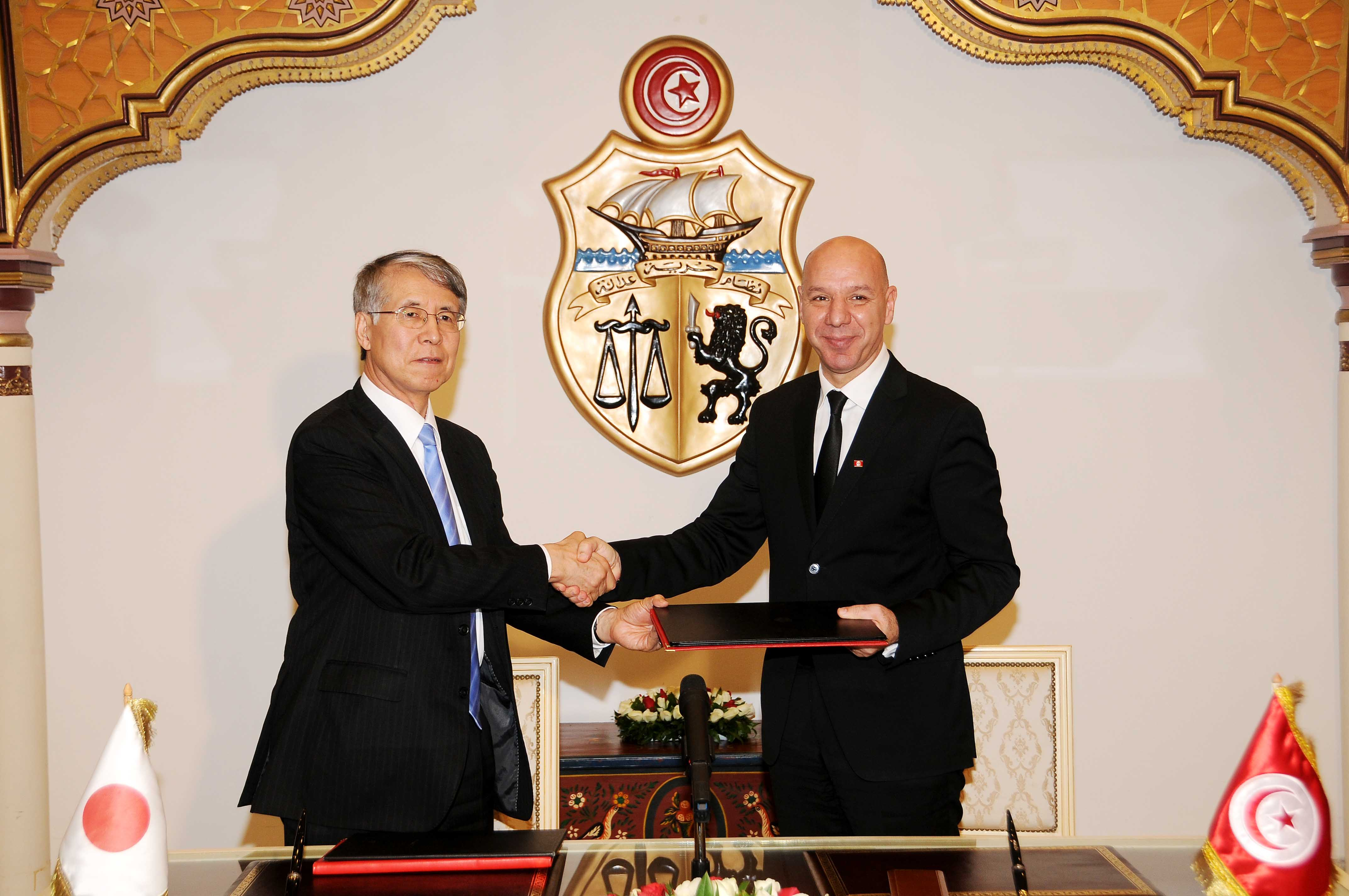
2012年1月25日、チュニジアアメリカ・アジア担当長官エディ・ベン・アッバス（右）と

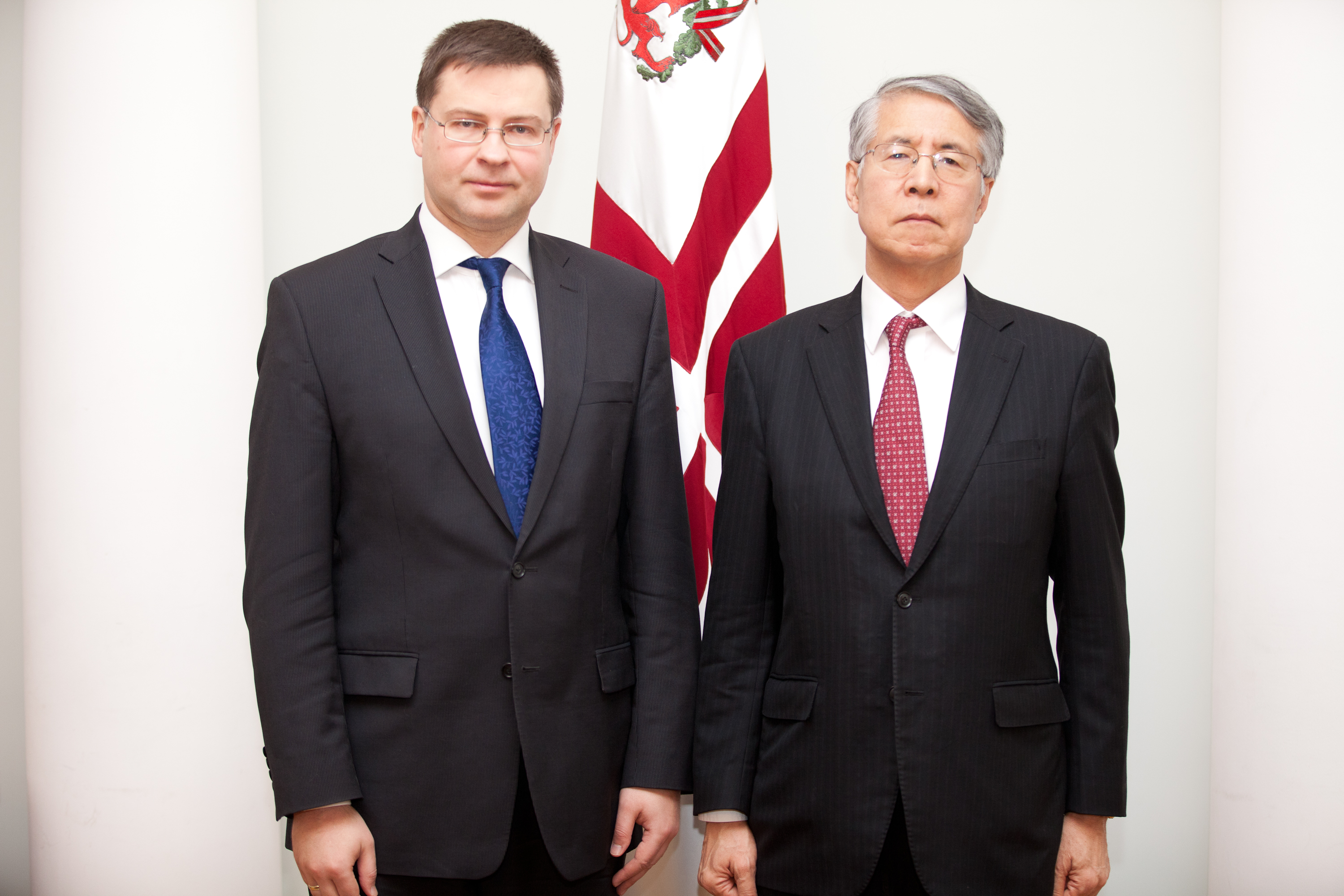
2013年1月9日、ラトビア首相ヴァルディス・ドンブロウスキス（左）と

- 1977年 ケンブリッジ大学セント・ジョンズ・カレッジ大学院修士課程修了、LL.M.（法学修士）
- 1988年8月 外務省条約局法規課法規調整官
- 1989年8月 外務大臣官房総務課企画官
- 1991年10月 外務大臣官房総務課査察室長
- 1992年8月 外務大臣官房国内広報課長
- 1993年11月 宮内庁侍従
- 1996年11月 在英国日本国大使館参事官
- 1997年 在英国日本国大使館公使
- 1998年6月 在スウェーデン日本国大使館公使 兼 在ラトビア日本国大使館公使
- 2001年2月 在ジュネーヴ国際機関日本政府代表部公使 兼 ジュネーブ領事
- 2003年8月 バンクーバー総領事
- 2006年9月 東京都知事本局儀典長
- 2009年7月 チュニジア国駐箚特命全権大使
- 2012年7月 ラトビア国駐箚特命全権大使
- 2016年4月 大阪学院大学外国語学部教授、中京大学国際教養学部客員教授[11]

## 著作

### 著書
- 『国際人の英語』丸善(丸善ライブラリー ; 34) , 1991.12.
- 『文化としての英語』丸善(丸善ライブラリー ; 63)  , 1992.10.
- 『体験英語の楽しみ』丸善(丸善ライブラリー ; 155)  , 1995.4.
- 『ワンランクアップの英文法』筑摩書房(ラクーン英語読本) , 1996.3.
- 『シャープなリンゴとルーズなトマト』小学館, 1999.7
- 『「エコノミック・アニマル」は褒め言葉だった』新潮社(新潮新書)2004.9.
- 『外交官の「うな重方式」英語勉強法』文藝春秋 (文春新書) , 2008.11.
- 『「アラブの春」とは一体何であったのか 大使のチュニジア革命回顧録』臨川書店,2018.9

### 論文等
- 「「日本人12歳」説の真意」文藝春秋. 71(9) [1993.09]
- 「総領事館ほっとライン(第26回)バンクーバー カナダで最も古くから日本と密接な関係」世界週報（時事通信社）. 86(37) (通号 4214) [2005.10.4]
- 「若き日本人に伝えたい 「日本人は12歳」、マッカーサー発言の真意は侮蔑にあらず」正論. (通号 419) [2007.2]
- 「対談 半藤一利の賢者の先見(22)ゲスト 東京都知事本局 儀典長 多賀敏行さん 日米開戦前夜、米国の暗号読解はあまりにも「お粗末」だった」Fole. (61) [2007.10]

## 同期
- 佐々江賢一郎（12年駐米大使・10年外務事務次官・08年政務担当外務審議官）
- 林景一（11年駐英大使・08年内閣官房副長官補・08年駐アイルランド大使）
- 小田部陽一（11年ジュネーブ国際機関政府代表部大使・08年経済担当外務審議官）
- 吉川元偉（13年国連大使・10年OECD大使・09年アフガニスタン・パキスタン支援担当大使・06年駐スペイン大使）
- 高松明（11年駐スロバキア大使・科学技術振興機構理事・06年駐キューバ大使）
- 石田仁宏（08年駐アルゼンチン大使・05年駐ペルー大使・72年語学研修員採用、74年外務省公務員採用上級試験に合格して再入省）
- 四宮信隆（10年駐ポルトガル大使・07年駐ドミニカ共和国大使）
- 原田親仁（16年日露関係担当大使・11年駐露大使・08年駐チェコ大使）
- 目賀田周一郎（11年駐メキシコ大使・08年駐ペルー大使）
- 卜部敏直（11年駐フィリピン大使・07年駐アイルランド大使）
- 遠藤茂（09年駐サウジアラビア大使・07年駐チュニジア大使）
- 斉藤隆志（10年駐ミャンマー大使・06年駐セネガル大使）
- 城田安紀夫（10年駐ノルウェー大使・07年駐イラン大使・04年イラク復興支援等調整担当大使・01年駐カタール大使）
- 山本忠通（12年駐ハンガリー大使・10年アフガニスタン・パキスタン支援担当大使・08年ユネスコ日本政府代表部大使）
- 山中誠（11年駐ポーランド大使・10年科学技術担当大使・07年駐シンガポール大使）
- 佐藤重和（12年駐タイ王国大使・10年駐オーストラリア大使）
- 中根猛（12年駐独大使・09年ウィーン国際機関代表部大使）
- 黒木雅文（13年駐セルビア大使・09年駐カンボジア大使）
- 西ヶ廣渉（14年宮内庁宮務主管・12年駐ルクセンブルク大使・09年駐リビア大使）
- 吉澤裕（12年駐南アフリカ共和国大使・08年駐フィジー大使）
- 貞岡義幸（10年駐パラオ大使）
- 寒川富士夫（10年駐マラウイ大使）
- 沼田幹男（12年駐ミャンマー大使・11年外務省領事局長）
- 白石和子（12年駐リトアニア大使）
- 高橋二雄（13年駐アゼルバイジャン大使）
- 小池孝行（13年駐キルギス大使）
- 中北徹（07年アジア・ゲートウェイ戦略会議座長代理）